# Campeonato Mineiro 1930
In 1930 werd het zestiende Campeonato Mineiro gespeeld voor voetbalclubs uit de Braziliaanse staat Minas Gerais. De competitie werd gespeeld van 20 april tot 31 augustus en werd georganiseerd door de Liga Mineira de Desportos Terrestres. Palestra Itália werd kampioen.

## Eindstand
| Plaats | Club             | Wed. | W  | G | V  | Saldo | Ptn. |
| ------ | ---------------- | ---- | -- | - | -- | ----- | ---- |
| 1.     | Palestra Itália  | 12   | 12 | 0 | 0  | 68:6  | 24   |
| 2.     | América          | 12   | 9  | 0 | 3  | 51:27 | 18   |
| 3.     | Villa Nova       | 12   | 7  | 0 | 5  | 49:21 | 14   |
| 4.     | Sete de Setembro | 12   | 5  | 1 | 6  | 30:38 | 11   |
| 5.     | Calafate         | 12   | 3  | 2 | 7  | 16:35 | 8    |
| 6.     | Guarany FBC      | 12   | 3  | 1 | 8  | 21:39 | 7    |
| 7.     | Palmeiras        | 12   | 0  | 2 | 10 | 10:78 | 2    |
| 8.     | Atlético         | 0    | 0  | 0 | 0  | 0:0   | 0    |

|  | Kampioen                           |
|  | Teruggetrokken na tien wedstrijden |
|  | Degradatie play-off                |

### Degradatie play-off
|                             |                    |       |           |  |
| 7 december Eerste wedstrijd | Fluminense         | 6 – 1 | Palmeiras |  |
| 7 december Eerste wedstrijd | Vavá Curiol , Zezé |       | Saul      |  |

|                              |                             |       |                 |  |
| 14 december Tweede wedstrijd | Palmeiras                   | 4 – 4 | Fluminense      |  |
| 14 december Tweede wedstrijd | Alcides , Liberato Lucrécio |       | , Curiol , Vavá |  |

|                             |           |        |            |  |
| 21 december Derde wedstrijd | Palmeiras | 0 – 1  | Fluminense |  |
| 21 december Derde wedstrijd |           | Curiol |            |  |

## Kampioen
| Campeonato Mineiro de 1930 |
| -------------------------- |
| PALESTRA ITÁLIA (4º Titel) |